# برونو جورجی (بازیکن فوتبال)
برونو جورجی (انگلیسی: Bruno Giorgi; ۲۰ نوامبر ۱۹۴۰ – ۲۲ سپتامبر ۲۰۱۰) بازیکن فوتبال اهل ایتالیا بود.
از باشگاه‌هایی که در آن بازی کرده‌است می‌توان به باشگاه فوتبال رجانا و باشگاه فوتبال پالرمو اشاره کرد.